# 미노오역
미노오역(일본어: 箕面駅, みのおえき)은 일본 오사카부 미노오시에 있는 한큐 전철 미노오 선의 종착역이다. 한큐 전철의 역 중에서 해발이 가장 높다. 역 번호는 HK-59이다.

## 역사
원래 미노오 폭포와 류안지 절을 찾는 관광객 수송을 목적으로 미노오 선이 부설되었으므로 현재 시가지의 가장 북단의 산 자락인 미노오 폭포 길 입구에 역이 설치되었다.
개통 때부터 다이쇼 시대까지는 반환점을 라켓 모양의 루프선에서 했고, 폴의 교체 수고를 덜었다. 또한, 개통 당시에는 이시바시 역에 삼각선이 있었기 때문에 우메다에서 당역까지 와서 바로 다카라즈카로 향하던 열차도 설정된 것으로 알려졌다. 루프선 내에는 "미노오 공회당"이라는 극장이 있었는데, 다이쇼 중기에 다카라즈카 시로 이축되어 "공회당 극장"으로 다카라즈카 소녀 가극 공연을 하게 되었다.
과거에는 관광 마차가 역에 대기하고 있었으며, 미노오 공원까지 이용할 수 있었다.
- 1910년 3월 10일: 미노오아리마 전기궤도(현, 한큐 전철) 이시바시 ~ 미노오 역 사이에 신설 개통. 미노오아리마 전기궤도(현, 한큐 전철) 미노오 선 개통과 동시에 미노오코엔역(일본어: 箕面公園駅, みのおこうえんえき)으로 영업 개시. 한큐 전철에서는 오래된 역 중 하나이다.
- 일시불명: 미노오역으로 역명 변경.
- 2011년 3월 27일: 역 구내 족욕탕(단풍의 족욕탕) 개업.
- 2013년 12월 21일: 역 번호(HK-59) 도입.

## 역 구조
두단식 승강장 2면 2선의 지상역이다. 분기기, 절대 신호가 없어 정류장으로 분류된다. 승강장 유효 길이는 8량 편성분이다. 역사(개찰구)는 승강장 두단부에 있다.

### 승강장
| 번호 | 노선        | 방향 | 행선                                                   |
| ---- | ----------- | ---- | ------------------------------------------------------ |
| 1・2 | ■ 미노오 선 |      | 이시바시・오사카 (우메다)・다카라즈카・고베・교토 방면 |

1번 선에만 양쪽에 승강장에 끼어 있는 섬식 승강장의 형식으로 2번 선 측의 승강장을 하차용으로 사용한다. 통상으로는 1번 선만 사용하고 있지만 다카라즈카 본선 직통 열차 시간대는 1번 선에 다카라즈카 본선 직통 열차, 2번 선에 선 내 회차 열차를 발착한다.
또한, 성수기 때 선 내 회차 임시 보통 열차가 운행될 때도 2번 선이 사용된다.

## 역 주변
- 미노오 강
- 미노오 시립 향토 자료관 - 동쪽으로 도보 2분.
- 메이지의 숲 미노오 국정공원 - 단풍과 폭포의 명소, 미노오 폭포에서는 폭포 길을 경유하여 약 2.7km(도보로 약 40분).
- 미노오 온천 - 본 역에서 폭포 길을 경유하여 약 300m(도보 5분).
- 미노오 공원 곤충 사육실 - 본 역에서 폭포 길을 경유하여 약 800m(도보 10분).
- 류안지 절 - 본 역에서 폭포 길을 경유하여 약 1km(도보 15분).
- 미노오 우체국
  - 유초 은행 미노오점
- 미노오 니이나 우체국
- 미노오 경찰서
- 아시하라 공원
- 미노오 시 국립 중앙 도서관
- 미노오 시립 메이플 홀
- 오사카 아오야마 대학・오사카 아오야마 단기 대학
- 세이보히쇼텐가쿠인 유치원
- 미노오가쿠인 고등학교

## 인접역
| 한큐 전철 ■ 미노오 선      | 한큐 전철 ■ 미노오 선                              | 한큐 전철 ■ 미노오 선 |
| -------------------------- | -------------------------------------------------- | --------------------- |
| HK-58 마키오치 우메다 방면 | ■ 준급(다카라즈카 본선 소네역까지 각역정차) ■ 보통 | 시·종착역             |